# Charlie Bewley
Charlie Bewley (de son vrai nom vrai Charles Bewley) est un acteur britannique né le 25 janvier 1981 à Londres.

## Biographie
Charles Martin Bewley est né le 25 janvier 1981 à Londres. Il est l’aîné d'une famille de 4 enfants, il a une sœur Lydia Rose Bewley, et deux frères, Andrew et James Bewley.
Il a vécu dans une ferme au milieu de l'Angleterre. Avant de devenir acteur, Charlie a étudié le cinéma, le droit puis les affaires. Il a étudié à la Loughborough Grammar School à Leicestershire et a également étudié à l'École d'Oakham à Rutland. Par ailleurs, il a travaillé dans un bar gay, a été chauffeur de taxi puis moniteur dans une station de ski.
Il a joué dans plusieurs courts métrages comme, The Vancouver Film School Production ou Stuffed.
Mais ce n'est qu'avec le rôle de Demetri, dans la célèbre saga Twilight, que Charlie Bewley débute vraiment sa carrière cinématographique. Son rôle est celui d'un garde Volturi, qui apparaît à partir de Twilight, chapitre II : Tentation. Il est ensuite présent dans Twilight, chapitre III : Hésitation, Twilight, chapitres IV et V : Révélation. Il n'y tient pas un rôle important, mais cela lui a permis de se faire une petite notoriété.
Charlie Bewley a également joué dans Ecstasy, Enlighten, Like crazy ou encore Soldier of fortune. Dans la série Extant, il incarne Odin, un homme se présentant comme ancien militaire à la retraite forcé, mais qui œuvre cependant pour un dessein tout autre.
Charlie Bewley a pratiqué différents sports, dont le rugby pendant 17 ans. Il aime également courir. Il joue du piano et parle très bien le français.

## Filmographie
- 2009 : Twilight, chapitre II : Tentation de Chris Weitz : Demetri
- 2010 : Twilight, chapitre III : Hésitation de David Slade : Demetri
- 2010 : Ecstasy : David Lancer
- 2011 : Like Crazy de Drake Doremus : Simon
- 2011 : Soldiers of Fortune : Vanderber
- 2011 : Slightly Single in L.A. : Hayden
- 2011 : Twilight, chapitre IV : Révélation : Demetri
- 2012 : Twilight, chapitre V : Révélation : Demetri
- 2012 : Intersections : Travis
- 2013 : Vampire Diaries : Vaughn
- 2013 : Hammer of the Gods de Farren Blackburn : Steinar
- 2013 : Nashville : Charlie Wentworth
- 2014 : Extant : Odin James / Gavin Hutchinson
- 2017 : Braqueurs d'élite (Renegades) de Steven Quale : Stanton Baker
- 2016-2017 : Colony : Simon Eckart